# Пушкин, Виктор Васильевич
Ви́ктор Васи́льевич Пу́шкин (5 ноября 1923, Москва — 30 сентября 2002, там же) — советский боксёр, писатель. Выступал на всесоюзном уровне в лёгкой и полулёгкой весовых категориях в середине 1940-х годов, двукратный чемпион СССР, дважды серебряный призёр советских национальных первенств, мастер спорта СССР. Осуществлял тренерскую деятельность в спортивном обществе «Крылья Советов», личный тренер известного советского боксёра Бориса Степанова. После завершения спортивной карьеры занимался литературной работой, автор ряда книг на тему бокса, член Союза писателей СССР.

## Биография
Виктор Пушкин родился 5 ноября 1923 года в Москве.
Первого серьёзного успеха как боксёр добился в 1944 году, когда присоединился к добровольному спортивному обществу «Крылья Советов» и одержал победу на чемпионате СССР в Москве в зачёте полулёгкой весовой категории. Год спустя на аналогичных соревнованиях повторил это достижение, но уже в лёгком весе, кроме того, выиграл экспериментальный матч на призы СК СССР, в котором все боксёры делились всего на три весовые категории.
На чемпионате СССР 1946 года стал серебряным призёром, уступив в решающем поединке армейцу Анатолию Грейнеру. Последний раз показал сколько-нибудь значимый результат на всесоюзном уровне в сезоне 1948 года, когда, будучи членом спортивного общества «Пищевик», на чемпионате СССР в Тбилиси и Ленинграде завоевал в полулёгком весе серебряную медаль, потерпев поражение от ленинградца Ивана Князева. Выполнил норматив мастера спорта СССР.
Одновременно с выступлениями на ринге Пушкин также занимался тренерской деятельностью, в частности его учеником был заслуженный мастер спорта Борис Степанов, двукратный серебряный призёр чемпионатов Европы, шестикратный чемпион СССР, участник летних Олимпийских игр в Мельбурне.
После завершения спортивной карьеры в 1951 году Виктор Пушкин окончил Литературный институт имени А. М. Горького и занялся литературной работой. В последующие годы в Москве были изданы несколько книг на боксёрскую тематику его авторства: «Юноша выходит на ринг» (1955), повесть «Три раунда» (1956), роман «Первая ступень» (1959), «Перед выходом на ринг» (1965), повесть «Самая крупная победа» (1965), «Мёртвая хватка» (1969), повесть «Ласковый тренер» (1970), «Вечный секундант» (1972), сборник рассказов и повестей «Памятный бой» (1980), роман «Второе дыхание» (1983). Состоял в Союзе писателей СССР.
Умер 30 сентября 2002 года в возрасте 78 лет. Похоронен на Ваганьковском кладбище в Москве.